# Pixel 8a
Pixel 8a，是由Google发布的Android智能手机，为Pixel 8的对应中端价位机型，同时也是继Pixel 7a后，Google推出的又一款中端价位Pixel手机。该机型于2024年5月7日正式公布，并于同年5月14日开始正式在全球部分国家和地区发售。